# Голухова, Елена Зеликовна
Еле́на Зе́ликовна Голухова (род. 1960) — российский учёный-медик, кардиолог, заслуженный деятель науки РФ, академик РАН (2016). Директор НМИЦ ССХ им. А. Н. Бакулева с 25 ноября 2019 года.

## Биография
Родилась 11 января 1960 года. В 1983 году с отличием окончила Второй Московский медицинский институт им. Н. И. Пирогова.
С 1983 года работает в Научном центре сердечно-сосудистой хирургии им. А. Н. Бакулева, где прошла путь от младшего до главного научного сотрудника и руководителя отделения.
В 1988 году защитила кандидатскую диссертацию «Диагностика и лечение некоронарогенных желудочковых аритмий», а в 1995 году — докторскую диссертацию, тема: «Клинико-морфо-функциональные особенности желудочковых аритмий; показания и результаты хирургического лечения» (научный консультант Л. А. Бокерия; официальные оппоненты Н. Р. Палеев, А. Л. Сыркин, Г. И. Цукерман).
31 март 2000 года избрана членом-корреспондентом РАМН, в 2014 году — стала членом-корреспондентом РАН (в рамках присоединения РАМН к РАН). 28 октября 2016 года избрана академиком РАН по Отделению медицинских наук (кардиология). Член Президиума РАН (с 2022).

## Научная и общественная деятельность
Является ведущим кардиологом страны, специализирующимся в области диагностики и лечения нарушений ритма сердца, ишемической болезни сердца, пороков сердца, кардиомиопатий и сочетанных патологий.
Автор и соавтор свыше 380 печатных трудов, 14 монографий, в том числе в зарубежных изданиях. Неоднократно представляла российскую науку за рубежом, выступая с докладами и лекциями на международных конференциях и симпозиумах.
Предложила и внедрила в клиническую практику прогностические критерии развития жизнеугрожающих аритмий, проводит фундаментальные исследования по биомедицинским технологиям с использованием факторов ангиогенеза, «кодирующих» рост сосудистой сети, разрабатывает алгоритмы периоперационного ведения наиболее сложной категории больных с сочетанной кардиальной и экстракардиальной патологией (сахарный диабет, патология щитовидной железы и другие состояния).
Член редакционных коллегий ряда журналов, заместитель главного редактора журнала «Креативная кардиология», одобренного ВАК для публикации результатов диссертационных работ.
Организатор международной конференции «Креативная кардиология. Новые методы диагностики и лечения заболеваний сердца» (совместно с Европейским обществом кардиологов, с 2003 года), а также всероссийской конференции с международным участием «Кардиология в кардиохирургии» (с 2013 года).
Автор учебного курса по аритмологии с основами электрофизиологии.
Под её руководством защищено 45 кандидатских и докторских диссертаций.

## Награды
- Орден Пирогова (28 декабря 2020 года) — за самоотверженность и высокий профессионализм проявленные в борьбе с коронавирусной инфекцией (COVID-19)[1].
- Премия Ленинского комсомола в области науки и техники (в составе группы учёных, за 1988 год) — за работу «Клиника, диагностика, прогноз и новые подходы к лечению неишемических форм нарушений ритма сердца у лиц молодого возраста»
- Заслуженный деятель науки Российской Федерации (2006)
- Премия имени А. Н. Бакулева (2001)
- Золотая медаль имени А. Л. Мясникова (2019) — за совокупность работ по разработке и внедрению новых методов диагоностики и лечения сочетанной кардиальной патологии[2]